# NRG Stadium
NRG Stadium, anteriorment Reliant Stadium, és un estadi de futbol americà de la ciutat de Houston (Texas, Estats Units). Actua com a local els Houston Texans de l'NFL. Va acollir la Super Bowl XXXVIII el 2004, i va acollir l'esdeveniment de la WWE WrestleMania XXV el 2009 el dia 5 d'abril. També va ser seu del concert homenatge a Selena Quintanilla Pérez a l'abril de 2005 i d'un dels dos concerts que Linkin Park va realitzar a Texas l'any 2003, i que va ser inclòs en el seu CD/DVD Live in Texas. El 2010 va ser seu del partit de les estrelles de la Major League Soccer contra el Manchester United d'Anglaterra.

## Danys provocats per l'huracà Ike
En la matinada del 13 de setembre de 2008, l'estadi va sofrir greus danys a causa del pas de l'huracà Ike. Cinc de les nou seccions del sostre retractable van ser aixecades per l'huracà, caient una gran quantitat d'enderrocs a l'interior de l'estadi. El partit entre Houston Texans i Baltimore Ravens havia estat preventivament postergat un dia, i finalment va haver de ser postergat fins al novembre.

## Esdeveniments
La banda britànica-irlandesa One Direction va oferir un concert a l'estadi portant a 62.340 persones omplint íntegrament l'estadi.